# Il palazzo del mutante
Il palazzo del mutante (titolo originale Dinner at Deviant's Palace) è un romanzo di Tim Powers scritto nel 1985, edito in italia dalla Editrice Nord.
Il romanzo è ambientato in una Los Angeles postapocalittica.